# America oggi
America oggi (Short Cuts) è un film del 1993, diretto da Robert Altman. Ha vinto il Leone d'Oro al miglior film alla 50ª Mostra internazionale d'arte cinematografica di Venezia ex aequo con Tre colori - Film blu di Krzysztof Kieslowski.
Il soggetto del film è tratto da 9 diversi racconti e una poesia di Raymond Carver. Altman amplia, intreccia e mescola le storie dello scrittore statunitense dando vita a un complesso affresco e un'altalena di toni ed emozioni che hanno per sfondo una brulicante ed a tratti opprimente Los Angeles d'inizio anni novanta. I disperati carveriani dell'America provinciale, trasferiti nella morsa della grande metropoli, si trascinano ancora più stancamente, ancora più alienati, immersi in un dolore potenzialmente straziante ma che la mano ferma di Altman decide di trattenere, di non fare esplodere.
Tra i protagonisti Jack Lemmon, Robert Downey Jr., Tom Waits e Huey Lewis.

## Trama
Nove racconti si intrecciano nel quotidiano di Los Angeles, spaccato non troppo edificante e piuttosto impietoso della società americana.
Una casalinga tradita dal marito poliziotto, un'artista che ammette il suo adulterio di tanti anni prima, un padre che si rifà vivo dopo tanti anni solo per assistere alla morte del nipotino, una cameriera alle prese con un marito alcolista, una cantante di jazz e la figlia violoncellista con tendenze suicide, un'operatrice di telefono erotico e il marito represso, un ex marito pazzo di gelosia che distrugge la casa dell'ex moglie, e una compagine di pescatori che trova il cadavere nudo di una ragazza in un fiume.
Il film inizia con un'inquietante squadriglia di elicotteri che irrorano insetticidi contro la mosca della frutta e termina con un terremoto.

## Riconoscimenti
- 50ª Mostra internazionale d'arte cinematografica di Venezia: Leone d'oro al miglior film Coppa Volpi speciale al cast di attori e attrici
- 3 Independent Spirit Awards 1994: miglior film, miglior regista, miglior sceneggiatura
- 1995 - Guldbagge: Miglior film straniero